# Oberfischbach
Oberfischbach är en kommun och ort i Rhein-Lahn-Kreis i det tyska förbundslandet Rheinland-Pfalz. Oberfischbach, som för första gången nämns i ett dokument från år 1195, har cirka 100 invånare.
Kommunen ingår i kommunalförbundet Verbandsgemeinde Aar-Einrich tillsammans med ytterligare 30 kommuner.